# Araiopogon melisoma
Araiopogon melisoma är en tvåvingeart som beskrevs av Carrera och Nelson Papavero 1962. Araiopogon melisoma ingår i släktet Araiopogon och familjen rovflugor. Inga underarter finns listade i Catalogue of Life.